# Euphranta incompleta
Euphranta incompleta är en tvåvingeart som beskrevs av Hardy 1983. Euphranta incompleta ingår i släktet Euphranta och familjen borrflugor. Inga underarter finns listade i Catalogue of Life.